# Xã Virginia, Quận Warren, Iowa
Xã Virginia (tiếng Anh: Virginia Township) là một xã thuộc quận Warren, tiểu bang Iowa, Hoa Kỳ. Năm 2010, dân số của xã này là 1.051 người.